# Djohong
Djohong es una comuna camerunesa perteneciente al departamento de Mbéré de la región de Adamawa.
En 2005 tiene 24 445 habitantes, de los que 4145 viven en la capital comunal homónima.
Se ubica en la esquina nororiental de la región, sobre la carretera D22, al sur del área protegida del Vallée du Mbéré. Su territorio es fronterizo con la prefectura centroafricana de Ouham-Pendé.
La comuna da nombre a una especie de anfibios descubierta en su territorio: Sclerophrys djohongensis.

## Localidades
Comprende la ciudad de Djohong y las siguientes localidades:
- Baboua
- Banam
- Batoua
- Batouré Djibo
- Batouré-Zim
- Béka Pétél
- Bezaoro
- Borogop
- Damissa
- Daré
- Dewa
- Djaoro-Moné
- Djaouro Djibo
- Douyaka
- Gangdinang
- Gbaboua
- Gbagba
- Gbatoua-Banam
- Hore midal
- Laïndé-Mami
- Mbella-Ngou
- Mbéwé
- Nabémo
- Ndawé
- Wangou
- Yamba-Ngou
- Yarmbang
- Zo’on